# Pampus (genre)
Pour les articles homonymes, voir Pampus.
Genre
Pampus est un genre de poissons de la famille des Stromateidae.

## Liste des espèces

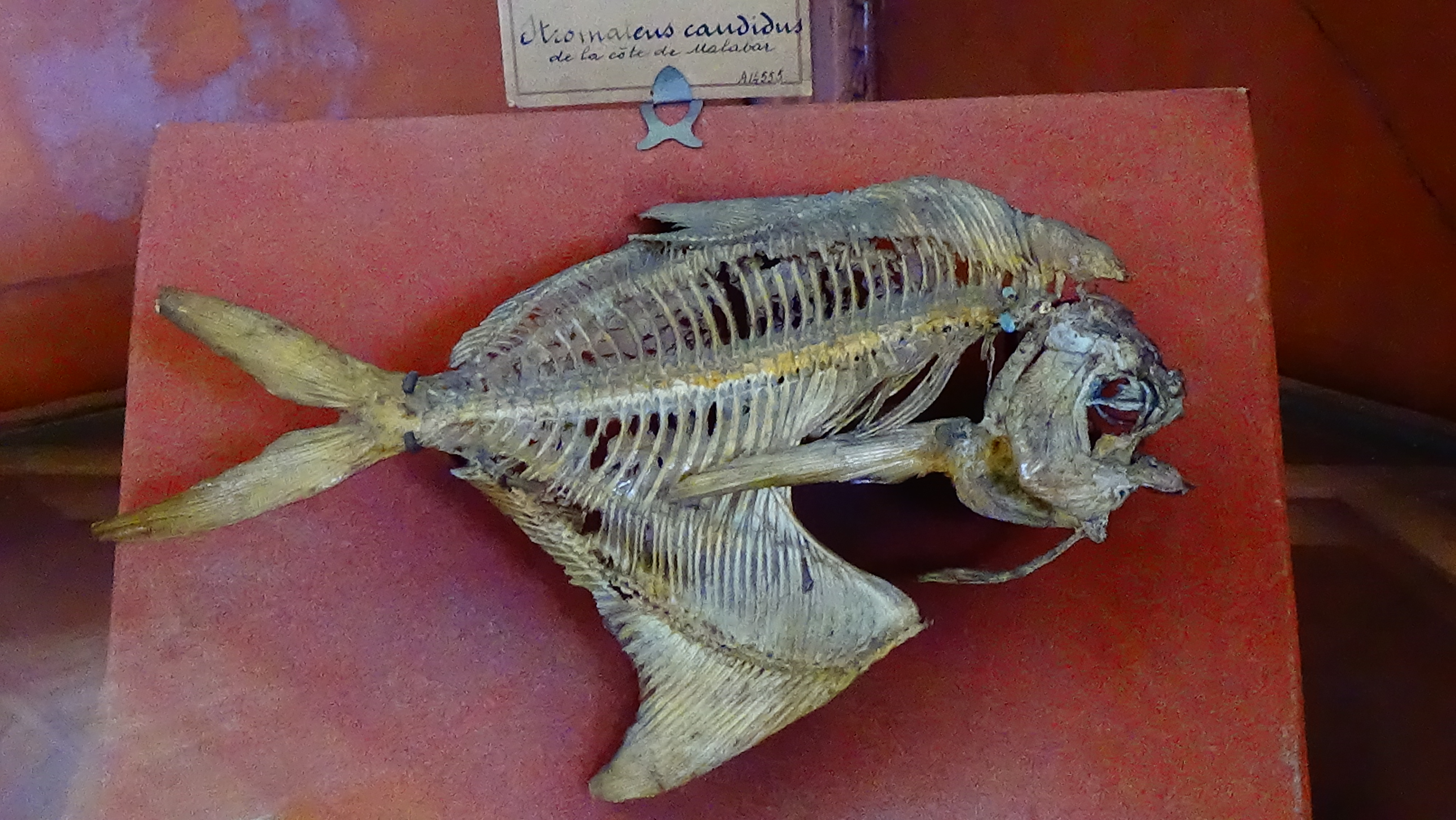
Pampus chinensis - (anciennement Staumateus candidus) - squelette (Muséum national d'histoire naturelle, Paris)

- Pampus argenteus (Euphrasen, 1788) - aileron argenté
- Pampus chinensis (Euphrasen, 1788) - aileron chinois
- Pampus cinereus (Bloch, 1795)
- Pampus echinogaster (Basilewsky, 1855)
- Pampus minor Liu et Li, 1998
- Pampus punctatissimus (Temminck et Schlegel, 1845)